# Batería de jazz
La expresión «batería de jazz» se refiere al movimiento artístico y conjunto de músicos que han destacado en el instrumento llamado batería a lo largo de la historia del jazz. La batería, un instrumento de percusión relativamente moderno, se ha utilizado en el jazz prácticamente desde los orígenes de esa música. 
Desde el punto de vista de la música clásica europea, la batería puede parecer un simple aparato productor de ruido, pues tal es en buena parte la función en ese campo de los instrumentos de percusión sin altura definida, y aun de algunos de altura definida: las intervenciones de los timbales en las obras de Chaikovskiy, de Beethoven o de Wagner son ruido en el sentido de que producen un efecto de fortissimo. En el jazz, el baterista no usa su instrumento como un efecto, sino que crea con él el espacio en que se desarrolla la música.

## Comienzos del jazz
En los primeros tiempos del jazz no existían solos de batería, como tampoco bateristas de marcada individualidad. De hecho, conocemos trompetistas, clarinetistas y saxofonistas de esa época, pero apenas tenemos noticias de sus bateristas notables: el cometido de la batería en ese período consistía simplemente en marcar el pulso (beat), trabajo meramente funcional en lugar de artístico. Pero poco a poco, empezó a considerarse que la individualidad de cada baterista podría usarse como elemento de expresión, lo que marcaba la diferencia entre unas bandas y otras, y fue entonces cuando el instrumento comenzó a pasar de su simple papel de metrónomo a instrumento de pleno derecho.
Los primeros bateristas de jazz dignos de mención fueron Zutty Singleton, natural de Bunkie, y Baby Dodds (1898 - 1959), de Nueva Orleans, que tocó con King Oliver y con los Hot Seven de Louis Armstrong. Ambos bateristas eran de Luisiana y trabajaban con los músicos de Nueva Orleans. Dodds fue el primero en ejecutar breaks del estilo de redobles que marcaban el final de una sección del número musical y que serían el inicio del posterior desarrollo de los solos. Curiosamente, fueron los bateristas blancos los que iniciaron la tendencia a marcar los tiempos débiles (el dos y el cuatro), una tendencia que se iría afianzando posteriormente para convertirse en estándar; destacaron en ese rasgo Tony Spargo (1897 - 1969), de la Original Dixieland Jazz Band, y Ben Pollack, de los New Orleans Rhythm Kings.

## El estilo de Chicago
Los tres principales bateristas del jazz de Chicago, de un hacer muy diferente del estilo desarrollado por los bateristas blancos de la época de Nueva Orleans, fueron George Wettling (1907 - 1968), Dave Tough (1907 - 1948) y Gene Krupa. El primero, pintor abstracto además de músico, fue el único que se mantuvo fiel a su estilo hasta su muerte; Tough, uno de los bateristas más sutiles e inspirados de la historia, usaba la batería como una paleta rítmica que usaba para colorear las ejecuciones de cada uno de los solistas de la orquesta de Woody Herman; y Krupa llegó a establecerse en la cumbre del período del swing con la memorable interpretación por la orquesta de Benny Goodman de la pieza Sing, Sing, Sing (With a Swing), en la que Krupa hacía un largo solo de batería.
En su trabajo con la orquesta de Count Basie, Jo Jones liberó definitivamente a la batería de su papel de simple metrónomo, trasladando la atención desde el bombo al hi-hat, herencia que acabarían recibiendo bateristas tan importantes como Buddy Rich y Louie Bellson.
Chick Webb representa el triunfo del espíritu humano en el jazz: jorobado y casi un enano, Webb se sobrepuso también a la tuberculosis para convertirse en uno de los más importantes y respetados bateristas y directores de orquesta de la era del swing. Cozy Cole (1909 - 1981) y "Big" Sid Catlett (1910 - 1951) siguieron a Webb y fueron, quizá, los bateristas más polifacéticos de toda la historia; llegaron a tocar con los mejores músicos de su generación.

## La batería moderna de jazz
Kenny Clarke es el creador del estilo moderno en la batería de jazz: el de un músico con formación académica completa que suele poder tocar otros instrumentos, leer música y hasta hacer arreglos, y que ya no es el miembro menos preparado de la banda (como solía ser el caso anteriormente), sino, frecuentemente, el más conocedor. 

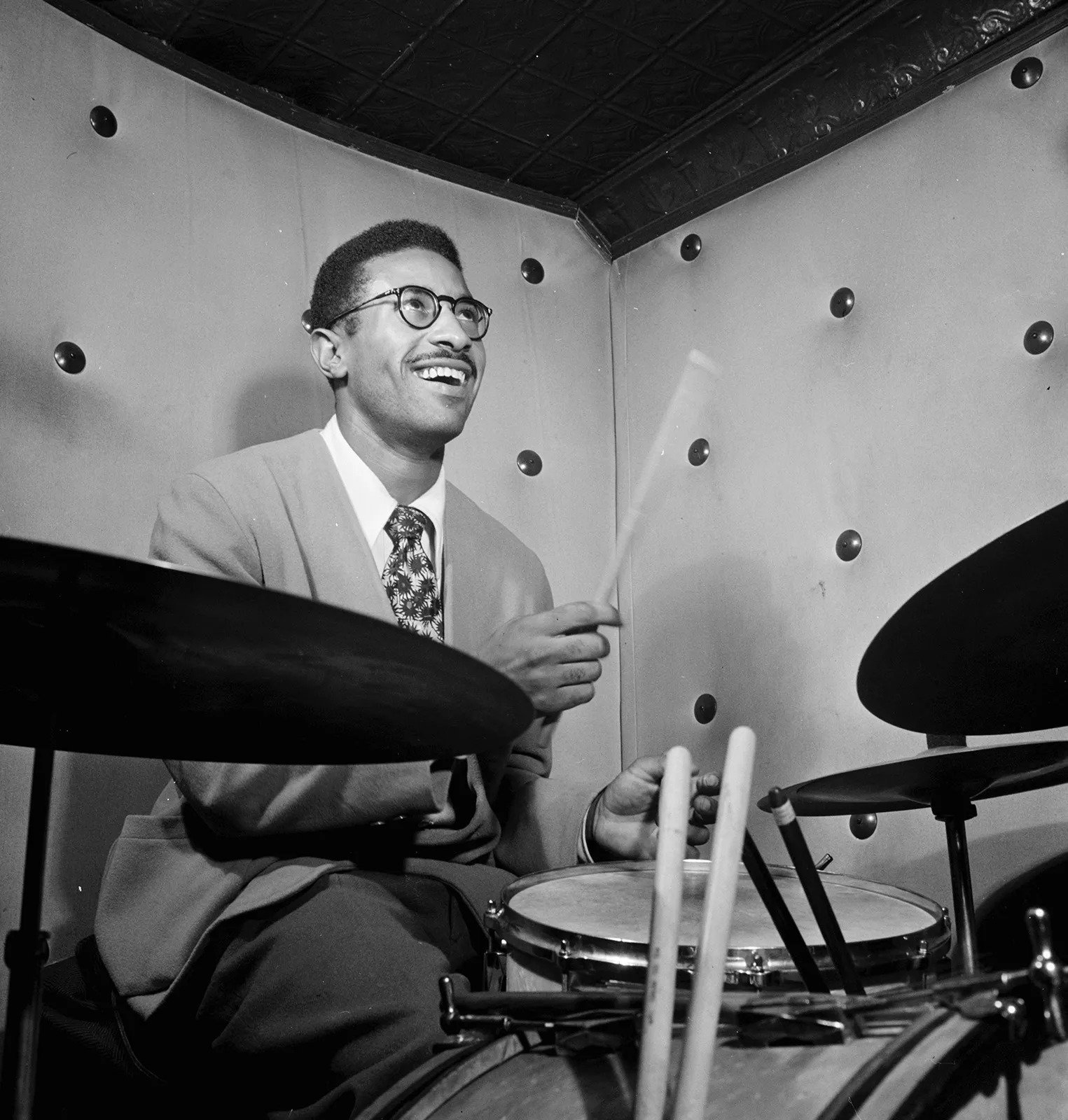
Max Roach

Max Roach perfecciona el estilo de Clarke, prestándole rasgos más perfectos y maduros: Roach fue el primer baterista en tocar líneas melódicas perceptibles con su instrumento, a menudo en respuesta a los solos y ejecuciones de sus compañeros, liberando con ello a la batería de su papel de mero instrumento rítmico y ampliando su campo a los ámbitos de la armonía y la melodía; también fue Roach el primero en demostrar que el swing podía tener lugar en compases diferentes del 4/4; fue el primero en formar grupos enteros de bateristas; y por si esto fuera poco, fue capaz de amalgamar medidas irregulares como el 5/4 y el 3/4 en sus ejecuciones, de maneras muy sutiles y siempre en busca del lirismo. Todo ello lo sitúa sin lugar a dudas como uno de los más importantes bateristas de jazz de todos los tiempos, tal y como apuntaron los lectores de la revista Down Beat en 1980.
Las contribuciones de Clarke y Roach convirtieron a la batería en un instrumento capaz de ejecutar melodías, abandonando su función exclusivamente rítmica. De ese modo, el instrumento recorre el mismo camino que antes habían tomado otros elementos de la sección rítmica, como el trombón, que se emancipa melódicamente con Kid Ory y Jimmy Harrison (1900 - 1931), el piano, que hace lo propio con Earl Hines, la guitarra, que adquiere notoriedad de la mano de Charlie Christian, y el contrabajo, que con Jimmy Blanton asume también el papel de instrumento solista.

## La batería de jazz a partir de los años 50
Art Blakey, que había empezado como pianista, fue uno de los primeros bateristas en investigar las raíces africanas del jazz, y las incorporó a su estilo, de fuerte inspiración en el bop. Fue gran divulgador del mundo del jazz en los escenarios con sus famosos Jazz Messengers y en muchas entrevistas. Sus grabaciones con grupos enteros de percusionistas afrocubanos se sitúan como uno de los primeros experimentos en el campo del jazz.
Desde 1956 hasta 1967, Joe Morello cobró fama por el trabajo que hacía en el cuarteto de Dave Brubeck, en especial sus experimentos con métricas inusuales. Sería sustituido después por Alan Dawson (1929 - 1996), profesor del Berklee College of Music, la más conocida de todas las escuelas de jazz del mundo.
De Blakey y Roach proceden los principales bateristas de la era del hard bop, como Art Taylor (1929 - 1995), Louis Hayes (n. 1937), Dannie Richmond (1931 - 1988), Pete La Roca, Roy Haynes, Albert Heath (n. 1935) y, aunque llegaría mucho más allá de los límites de ese género, Elvin Jones.
Tal vez el baterista más imitado de la historia junto a Max Roach, Elvin Jones ha reunido con agudeza y sensibilidad elementos rítmicos de diversas culturas americanas y africanas para forjar un estilo extremadamente complejo y articulado, con un sonido inmediatamente reconocible y siempre sorprendente.
Entre los bateristas de la escena de Nueva York que desarrollaron un estilo moderno del swing destacan los siguientes: Buddy Rich, el ejemplo paradigmático de técnica virtuosística; Louie Bellson, que introdujo la técnica del doble bombo en la orquesta de Duke Ellington, de 1951 a 1953; Denzil Best (1917 - 1965), que introdujo la técnica del fill out, llenando de forma entera y regular el espacio musical, prácticamente sin poner acentos; y, con esos músicos, estos otros: Don Lamond (1920 - 2003), Tiny Kahn (1923 - 1953), Gus Johnson (1913 - 2000), J. C. Heard (1917 - 1988), Osie Johnson (1923 - 1966), Shadow Wilson (1919 - 1959), Oliver Jackson (1933 - 1994), Grady Tate (n. 1932), Mel Lewis, Sonny Payne (1926 - 1979), Sam Woodyard (1925 - 1988) y Rufus "Speedy" Jones, que parten todos de la figura de Dave Tough. 
En la Costa Oeste se desarrolla un estilo diferente: Shelly Manne es el prototipo de baterista melódico; por su parte, Chico Hamilton, miembro fundador del cuarteto de Gerry Mulligan, tuvo un estilo más cool antes de pasarse al jazz fusión.
Tony Williams alcanzó notoriedad primero con Jackie McLean, y después con Miles Davis, con quien grabaría algunos álbumes que pasarían a la historia como parte del segundo quinteto clásico de Davis. Después fundó su propia banda: The Tony Williams Lifetime. Dado a conocer a la edad de 17 años, ya perfectamente formado desde el punto de vista técnico y expresivo, Williams era capaz de competir con los mejores exponentes del instrumento, y su estilo, derivado de los de Kenny Clarke y Max Roach, era orginalísimo y potente.
Billy Higgins, Ed Blackwell (1929 - 1992) y Charles Moffett (1929 - 1997) eran tres importantes bateristas surgidos de la banda de free jazz de Ornette Coleman. Fueron los primeros exponentes de un estilo del que Sunny Murray (n. 1936) sería el máximo representante y que cuenta también con nombres como Milford Graves (n. 1941), Beaver Harris (1936 - 1991), Barry Altschul (n. 1943), Rashied Ali (1933 - 2009) y Andrew Cyrille (n. 1939).

## Free jazz
En el escenario del free jazz hay que señalar a los estadounidenses Phillip Wilson (1941 - 1992), Don Moye (n. 1946), Steve McCall (1933 - 1989), Pheeroan akLaff (n. 1955), Thurman Barker (n. 1948), Bobby Battle (n. 1944), Warren Smith (n. 1934), Stanley Crouch (n. 1945) y Ronald Shannon Jackson. 
Fuera de los Estados Unidos, han tocado la batería en el ámbito del free jazz los suizos Pierre Favre (n. 1937), Peter Giger y Reto Weber (n. 1953); el holandés Han Bennink (n. 1942); el finlandés Edward Vesala (1945 - 1999); el inglés Tony Oxley; los alemanes Paul Lovens (n. 1949), el luego actor Detlef Schönenberg (n. 1944) y Günter Sömmer (n. 1943); y los japoneses Masahijo Togashi, Shota Koyama y Takeo Moriyama.

## La corrientemainstream: de 1970 en adelante
Entre los bateristas más importantes de la corriente principal contemporánea que surgieron desde finales de los 60 en adelante, hay que citar a Billy Hart (n. 1940), Stu Martin (1938 - 1980), Narada Michael Walden, Victor Lewis (n. 1950), Eddie Gladden (1937 - 2003), Ben Riley (n. 1933), Clifford Jarvis (1941 - 1999), Al Foster (n. 1944), Peter Donald, Adam Nussbaum (n. 1955), Peter Apflebaum, Don Alias, Eddie Moore, Alvin Queen, Woody Theus, Ronald Steen, Freddie Waits (1943 - 1989), Horacee Arnold (n. 1937), Wilbur Campbell, Ed Soph (n. 1945), Mickey Rocker, Leroy Williams (n. 1937), Bruce Ditmas (n. 1946), Frank Butler (1928 - 1984), Jake Hanna (1931 - 2010), Jeff Hamilton (n. 1953), Paul Motian, Joe LaBarbera (n. 1948), Elliot Zigmund, Michael Di Pasqua (n. 1953), el noruego Jon Christensen (n. 1943), el sudafricano Makaya Ntshoko (n. 1939) y el polaco Janusz Stefanski.

## Jazz fusiónyjazz rock
La llegada del jazz fusión a principios de los 70 devuelve en cierta forma la batería a sus comienzos: el énfasis en el bombo y la necesidad de marcar el primer tiempo del compás con claridad son aspectos que retoman una nueva generación de bateristas entre los que destacan el ya mencionado Tony Williams y, además, Alphonse Mouzon, Billy Cobham, Steve Gadd, Peter Erskine, Harvey Mason, Lenny White, Jack DeJohnette, Gerry Brown (músico n. 1951 que trabajó por primera vez con Stanley Clarke, y con él grabó el álbum de 1976 School Days), el multiinstrumentista Steve Jordan (n. 1967), Leon "Ndugu" Chancler (n. 1952), Eric Gravatt (miembro de Weather Report en 1972 y 1973), John Guerin (1939 - 2004), Danny Gottlieb (n. 1953), David Moss (n. 1949) y Terry Bozzio.
Billy Cobham, con una técnica explosiva y algunos de los álbumes más importantes del panorama del jazz fusión a su nombre, está considerado por muchos como el más grande baterista del estilo.
La técnica y la versatilidad de Steve Gadd lo han convertido en uno de los bateristas más influyentes de las últimas décadas. Peter Erskine, célebre por su participación en Weather Report, es conocido por un toque sofisticado y poderoso. Harvey Mason es uno de los músicos de sesión más reputados del mundo. Lenny White saltó a la fama mediante su trabajo en Return to Forever, la banda de jazz fusión de Chick Corea.
En el ámbito del jazz fusión y el jazz rock europeos destacan Jon Hiseman (n. 1944), Robert Wyatt, John Marshall (n. 1941), Bill Bruford, Simon Phillips, Phil Collins y Ginger Baker (que fue baterista del grupo Cream). 

## A partir de los 80
Por último, entre los jóvenes bateristas de jazz y otros géneros relacionados con él que surgieron desde finales de los 80, hay que señalar a Brian Blade (n. 1970), Terry Lyne Carrington, Jeff "Tain" Watts (n. 1960), Omar Hakim, el ya nombrado Simon Phillips, Dave Weckl, y Dennis Chambers.